# Batyle
Batyle es un género de escarabajos de la familia Cerambycidae. Hay cinco especies en total, cuatro viven en Estados Unidos. Miden 7-13 mm. Las larvas se alimentan de ramitas o brotes tiernos de plantas herbáceas o arbustivas. Los adultos se alimentan de flores.

## Especies
Se reconocen las siguientes:
- Batyle ignicollis
- Batyle knowltoni
- Batyle laevicollis
- Batyle rufiventris
- Batyle suturalis